# Réglementarisme
S'agissant de la législation de la prostitution, le réglementarisme est un courant de pensée visant à réglementer l'exercice de la prostitution. Traditionnellement, la société réprimandait la prostitution, mais la considérait comme inévitable. Il s'agissait alors de l'encadrer, pour éviter des débordements à l'ordre public ou par mesure d'hygiène. Concrètement, une nouvelle forme de réglementarisme revendique que la prostitution soit reconnue comme un métier. Les objectifs pratiques de cette reconnaissance sont l'accès pour les personnes prostituées aux mêmes droits sociaux que les salariés ou les travailleurs indépendants : sécurité sociale, retraite, assurance chômage, etc. , et la fin de la stigmatisation des personnes prostituées.

## Histoire
Très tôt, la société dans l'histoire se retrouve confrontée aux phénomènes de la prostitution, avec trois enjeux : moral, financier et sanitaire. À certaines périodes de l'histoire les États vont choisir le réglementarisme, comme certains empereurs romains, ou même au Vatican.

### Organisation de la prostitution sacrée
Dans un certain sens, la prostitution sacrée liée à différents cultes constitue la plus vieille forme d'organisation de la prostitution. Il est à noter qu'elle existe toujours, notamment dans le cadre de certaines formes d'hindouisme en Inde et au Népal.

### Législation de Saint-Louis
Louis IX

### Le "Système français", modèle de la réglementation hygiéniste de la prostitution auXIXesiècle
Le système français serait importé en Angleterre par le docteur William Acton, et donnerait lieu en 1864 à une série de "Lois sur les maladies contagieuses" (Contagious Diseases Acts), fortement combattues par la féministe Josephine Butler.

### Le "néo-réglementarisme" de la fin des années 1990
Il existe aujourd'hui des mouvements de défense des prostitués, en contradiction forte avec les mouvements féministes longtemps les seuls porte-parole de ce débat dans les médias. Ces mouvements reprochent aujourd'hui une approche stigmatisante des prostituées et un discours trop idéologique qui présente une réalité partiale.
Les associations issues du féminisme qualifient ces mouvements de défense des prostituées, qui ont caractère parfois syndical, comme étant "néo-réglementaristes". 
À la suite de la mobilisation de plusieurs organisations de défense des personnes prostituées, plusieurs pays ont adopté des législations. 
Mais il faut différencier avec la reconnaissance des acteurs du système prostitutionnel, comme des agents économiques analogues à d'autres domaines marchands : la prostitution comme un métier, les personnes prostituées comme des travailleurs du sexe, en contradiction avec la reconnaissance des proxénètes comme des entrepreneurs du sexe, les directeurs de maison close, etc.
Ces mouvements de défense des prostituées sont opposés au "réglementarisme", mais ne sont pas pour autant abolitionniste. Ils se battent  "contre la criminalisation du travail sexuel et pour l’application du droit commun aux travailleurses du sexe".  La prostitution ne devrait pas nécessairement disparaître à terme, c'est le point de divergence avec le courant abolitionniste.
Organisé en 1985 par le comité international pour les droits des prostitués (ICPR), le premier congrès mondial des prostituées rédige une "Charte mondiale pour les droits des personnes prostituées." En 1986, le deuxième congrès de l'ICPR est accueilli au parlement européen.
À partir des années 1990, cette mobilisation va avoir des effets sur la législation d'un certain nombre de pays. Le 13 avril 1995, la Belgique cesse de poursuivre le proxénétisme s'il n'est pas lié à la traite. Le proxénétisme hôtelier est autorisé s'il n'a pas pour but de réaliser un profit anormal. En 2000, les Pays-Bas légalisent la prostitution volontaire. En 2002, la loi de la prostitution (Prostitutionsgesetzt) est votée en Allemagne.